# Györffy László
Györffy László (Budapest, 1940. október 2. – Budapest, 2009. január 27.) színész, író, publicista.

## Élete
A gimnáziumi évek alatt, 1957-ben rövid vizsgálati fogságban volt a forradalmat és szabadságharcot követően. Érettségi után segédmunkás, kocsikísérő, színházi díszletmunkás, könyvesbolti elárusító volt, majd 1961 és 1965 között elvégezte a Színház- és Filmművészeti Főiskolát. 1981-ig különböző vidéki színházaknál színészként és dramaturgként dolgozott (több filmben is szerepelt), 1982-től szabadfoglalkozású író volt.
Első könyve, a Dobd föl magad, fiú! című novellagyűjtemény 1975-ben jelent meg. Első regénye, a Kőorgonák 1980-ban látott napvilágot. 1990-ben kisregényei és novellái gyűjteménye következett. Hangjátékai közül többet bemutattak a Magyar Rádióban, de Bécsben, Lisszabonban, Varsóban és Párizsban is sugározták őket.
2005-ben – írói munkássága harmincötödik évfordulója alkalmából – Szabad a vásár című novelláskötetét adták ki. Aki megszökött a halál elől című történelmi regényét a Magyar Művészeti Akadémia 2000-ben Arany Oklevéllel jutalmazta. Ezt a könyvét Schatten címmel németre is lefordították, és 2003-ban kiadták Németországban. A felsorolt műfajokon kívül készített még interjúkötetet a külhoni, politikai okok miatt börtönt viselt és elmenekült magyarokkal és hazai kortárs költőkkel, továbbá három meseregénye is megjelent. Írt két bemutatott tévéfilmet: 1988-ban Kazimiercz Moczarski Beszélgetések a hóhérral című regényéből és 1994-ben saját novellájából Vasárnapi séták címmel.
A Magyar Írószövetség, a Magyar Írók Egyesülete, a Magyar PEN Club, a Százak Tanácsa, a Magyar Alkotóművészek Országos Egyesülete, a Trianon Társaság, a Magyar Katolikus Újságírók Szövetsége és az Irodalmi Filmalkotók Egyesülete tagja volt.

## Szerepei

### Színházi szerepei
- Szergej (Hubay Miklós – Vas István – Ránki György: Egy szerelem három éjszakája)
- Próbakő (William Shakespeare: Ahogy tetszik)
- Gróf Csatáry István (Fejes Endre: Vonó Ignác)

### Filmszerepei
- Kisváros (1995) tv-sorozat
- Kis Romulusz (1994) tv-sorozat
- Szeretők (1984)
- A piac (1983)
- Ballagás (1980)
- Dóra jelenti (1978)
- Egy erkölcsös éjszaka (1977)
- Kísértet Lublón (1976)
- Macskajáték (1974)
- Kakuk Marci (1973)
- Hangyaboly (1971)
- Isten hozta, őrnagy úr! (1969)
- Miért rosszak a magyar filmek? (1964)

## Művei

### Szépirodalom
- Dobd föl magad, fiú! (novellák; Szépirodalmi, 1975)
- Kőorgonák (regény; Magvető, 1980)
- Az aluljáró (kisregény és novellák; Szépirodalmi, 1990)
- Zavaróállomás (hangjátékok; Magyar Rádió–Széphalom, 1992)
- Besúgóval társbérletben (regény; Szenci Molnár Társaság–Közdok, 1994)
- Őrjárat az éjszakában (meseregény; Közdok, 1995)
- Hármaskönyv (kisregények; Orpheus, 1999)
- Kalandok az incifinci erdőben (meseregény; Littera Nova, 2000)
- Aki megszökött a halál elől (történelmi regény; Kairosz, 2001, 2004)
- Újabb kalandok az incifinci erdőben (meseregény; Littera Nova, 2002)
- Schatten (történelmi regény; Wiesenburg, 2003)
- Szabad a vásár (régi és új novellák; Kairosz, 2005)
- Őszi robbanás (Danse macabre, 1956) (kisregény; Kráter, 2006)
- Szent Lőrinc freskója (novellák; Masszi, 2008)
- Búcsú az égtől (szerzői életmű-válogatás; Trikolor, 2008)

### Interjúk, esszék, publicisztikák
- A farkasüvöltés nem hallatszik az égbe (válogatott közéleti írások; Püski, 1995)
- Szembenézve (beszélgetések költőkkel; Nap, 1996)
- Tiroli muskátli magyar erkélyen (huszonegy beszélgetés nyugati magyarokkal; Mundus, 1998)
- Őrláng vagy lidércfény? (válogatott esszék; Felsőmagyarország, 1998)
- Honi látószög (helyzetjelentések Magyarországról; Hungarovox, 1999)
- Ezredvég villanófényben (publicisztika, esszék; Orpheusz, 2000)
- Pásztázó magányerőből (esszék, közéleti írások; Hét krajcár–Püski, 2002)
- Szembeszélben (Maróti Istvánnal közösen, életút beszélgetés és interjúk; Hungarovox, 2003)
- (H)arcvonalban (esszék, közéleti írások; Kairosz, 2004)
- A szegénység diszkrét bája (esszék, közéleti írások; Püski 2006)
- Kis magyar átnevelő tábor avagy Kölcsönfegyver visszajár. Közéleti írások; Püski, Bp., 2008

## Díjai, elismerései
- Széchényi Társaság Színműpályázati Különdíj (1992)
- Rádiós Nívódíjak (1994, 2003)
- Nagy Lajos-díj (1991, 1999)
- Magyar Szellemi Védegylet „Rendületlenül” Díj (2004)
- Bertha Bulcsu-emlékdíj (2004, 2005)
- Hungarian Journalists, Baltimore – 1956-os pályázat I. díj (2006)

## Külső hivatkozások
- Györffy László emlékoldala Archiválva 2010. november 7-i dátummal a Wayback Machine-ben